# Deutsche Gesellschaft für Verhaltenstherapie
Die Deutsche Gesellschaft für Verhaltenstherapie (DGVT) e. V. ist ein psychosozialer und psychotherapeutischer Fachverband. Mit über 12.500 Mitgliedern (Stand: April 2025) ist sie der größte verhaltenstherapeutische Fachverband in Deutschland. Die DGVT setzt sich für die psychosoziale und psychotherapeutische Versorgung ein. Der Verband hat einen Verlag und bietet Fort- und Weiterbildungen an. Ferner gibt es eine Zusammenarbeit mit der DGVT-Akademie (gGmbH). Die Geschäftsstelle ist in Tübingen.

## Geschichte
- 1968: Gründung der gemeinnützigen „Gesellschaft zur Förderung der Verhaltenstherapie e. V.“ (GVT) in München mit sieben Gründungsmitgliedern.
- 1969: Das erste Exemplar der „Mitteilungen der GVT“ erscheint.
- 1970: Erster GVT-Kongress in München.
- 1971: Gründung des „Deutschen Berufsverbands der Verhaltenstherapeuten“ (DBV) in Münster. GVT und DBV tagen fortan regelmäßig gemeinsam.
- 1976: Zusammenschluss von GVT und DBV zur „Deutschen Gesellschaft für Verhaltenstherapie e. V.“ (DGVT).
- 1989: Erster Ausbildungslehrgang „Psychotherapie mit Schwerpunkt Verhaltenstherapie“ von DGVT in Kooperation mit der Fernuniversität Hagen.
- 1999: Nach Verabschiedung des Psychotherapeutengesetzes werden strukturierte Ausbildungsgänge in „Psychotherapie mit Schwerpunkt Verhaltenstherapie“ in staatlich zugelassene Ausbildungsstätten für Psychologische Psychotherapeuten und Kinder- und Jugendlichenpsychotherapeuten überführt. Das erste DGVT-Ausbildungszentrum in Dresden wird nach § 6 PsychThG staatlich anerkannt.[1]

## Vereinsstruktur
Nach Angaben in der Satzung ist die DGVT ist demokratisch und regional organisiert. Das wichtigste Organ des Verbandes ist die Mitgliederversammlung (MV). Die DGVT wird von einem ehrenamtlichen Vorstand geführt, der sich aus dem geschäftsführenden Vorstand und dem erweiterten Vorstand zusammensetzt.
Der Vorstand wird von gewählten Gremien – den Kommissionen und dem Länderrat – unterstützt, die ebenfalls aus ehrenamtlichen Mitgliedern bestehen. Es gibt die Aus- und Weiterbildungskommission (AWK), die Qualitätssicherungskommission (QSK) und die Redaktionskommission (RDK). Im erweiterten Vorstand sitzt außerdem noch ein Vertreter der Ausbildungsakademie, ein Vertreter des Länderrats sowie ein Vertreter der PiA.
Der Verband hat zahlreiche Fachgruppen, die sich mit spezifischen Themen aus dem psychotherapeutischen und psychosozialen Bereich befassen:
- Fachgruppe Ältere Menschen in der psychosozialen Versorgung
- Fachgruppe Planetary Health
- Fachgruppe Forum Beratung
- Fachgruppe Frauen in der psychosozialen Versorgung
- Fachgruppe Kinder und Jugendliche
- Fachgruppe Niedergelassene (Berufsverband)
- Fachgruppe Angestellte (Berufsverband)
- Fachgruppe Migration
- Fachgruppe Inklusion
- Fachgruppe Intersektionalität & Antidiskriminierung
- Fachgruppe E-Health (Berufsverband)
- Fachgruppe PiA-AG
- Fachgruppe Psychosoziale Versorgung
- Fachgruppe Verhaltenstherapeutische Versorgung in der Somatischen Medizin[3]

## Aktivitäten und Aufgaben
Als ihre Aufgaben und Ziele benennt die DGVT:

### Gesundheits- und sozialpolitische Interessenvertretung
Die Weiterentwicklung einer (integrierten) psychotherapeutischen und psychosozialen Versorgung und eine kontinuierliche Qualitätssicherung gehören zum Kernbestand der DGVT-Forderungen seit den Gründungsjahren. Diese Grundsätze werden im Rahmen von Fachdiskussionen, Stellungnahmen und der Förderung von geeigneten Versorgungsmodellen eingebracht. Die Arbeit des Verbands basiert auf folgenden Prämissen:
- Selbsthilfe und Prävention
- Auf empirischen Verhaltens- und Sozialwissenschaften beruhende psychosozialen Konzepte und Methoden
- Moderne Verhaltenstherapie und Gemeindepsychologie

### Fort- und Weiterbildung
Die DGVT-Fort- und Weiterbildung organisiert alle zwei Jahre eine Workshop-Tagung in Tübingen sowie die alljährlichen Praxistage der Kinder- und Jugendlichenpsychotherapie. Alle zwei Jahre findet ein großer DGVT-Kongress in Berlin statt. Bei diesem Kongress vergibt die DGVT eigene Förderpreise.
Die DGVT-Akademie gGmbH ist Träger von 18 Verhaltenstherapie-Ausbildungszentren. Die Inhalte richten sich nach den Vorgaben des Psychotherapeutengesetzes. Die drei- oder fünfjährige Ausbildung wird mit der staatlichen Prüfung zur Erlangung der Approbation abgeschlossen. Im Jahr 2016 wurden ca. 2.500 angehende Psychologische Psychotherapeuten und Kinder- und Jugendlichenpsychotherapeuten bei der DGVT ausgebildet.

### DGVT-Verlag
Im DGVT-Verlag erscheinen Publikationen aus Wissenschaft und psychosozialer Praxis sowie die Fachzeitschriften „Verhaltenstherapie & Psychosoziale Praxis“ (vier Ausgaben pro Jahr) und „Verhaltenstherapie mit Kindern & Jugendlichen“ (zwei Ausgaben pro Jahr).